# Krwawy sport II
Krwawy sport II (ang. Bloodsport II lub Bloodsport II: The Next Kumite) – amerykański film fabularny z 1996 roku w reżyserii Alana Mehreza, sequel Krwawego sportu. Jedyny członek obsady poprzedniego filmu z serii, który powtórzył swoją rolę, to Donald Gibb.
Film wydano z przeznaczeniem użytku domowego. Powstały dwie jego kontynuacje.

## Obsada
- Daniel Bernhardt: Alex Cardo
- Pat Morita: David Leung
- Donald Gibb: Ray "Tiny" Jackson
- James Hong: Mistrz Sun
- Philip Tan: John
- Lori Lynn Dickerson: Janine Elson
- Ong Soo Han: Demon

## Opis fabuły
Karateka Alex Cardo pracuje dla mafiosów jako złodziej. Gdy dopuszcza się kradzieży miecza należącego do bogatego tajskiego biznesmena Leunga, trafia do więzienia. Tam też spotyka Suna, który uczy go prawdziwej filozofii sztuk walki: wewnętrznej dyscypliny, poważania, człowieczeństwa i znaczenia honoru, i który wkrótce zostaje jego mistrzem. Alex obiecuje Sunowi tuż po wyjściu z zakładu karnego wziąć udział w zawodach kumite. Podczas zawodów mężczyźnie przychodzi zmierzyć się z Demonem, naczelnikiem więzienia, który gnębił go i torturował w więzieniu.